# Museo delle scienze Principe Felipe
Il museo delle scienze Principe Felipe (in valenzano Museu de les Ciències Príncep Felip) è un importante museo di Valencia che fa parte della Città delle Arti e delle Scienze.
L'edificio, di oltre 40.000 metri quadrati, è stato progettato da Santiago Calatrava ed è stato aperto al pubblico il 13 novembre 2000. Al suo interno contiene uno dei più grandi pendoli di Foucault al mondo, lungo circa 30 metri e con una massa di 170 chilogrammi.